# Canute
Canute – miasto w Stanach Zjednoczonych, w stanie Oklahoma, w hrabstwie Washita.